# František Masařík
František Masařík (13. dubna 1918 Čejč – 4. února 1988 Weston-super-Mare, Somerset) byl český stíhací pilot RAF.

## Život

### Do roku 1939
František Masařík se narodil 13. dubna 1918 v Čejči. Po skončení školní docházky pracoval jako mlynářský pomocník. V letech 1936–1937 byl žákem v prostějovském leteckém učilišti, poté nastoupil do 33. stíhací letky 2. leteckého pluku se základnou v Olomouci. Dne 12. července 1938 havaroval na dvouplošníku české výroby Avia B-534/IV (sériové číslo 303, označení T3) u vesnice Slavíč.

### 1939–1945 – Válečná služba u RAF
V dubnu 1939 byl demobilizován, ale ještě tentýž měsíc (26.4.) spolu s dalšími kolegy z olomouckého leteckého pluku (Janem Skopalem, Jindřichem Skirkou a Slávkem Podhorným) opustili přes Ostravu okupovanou republiku. V Polsku se přidali k formující se československé vojenské skupině v Krakově, odkud byli 12. května 1939 odeslání do Velké Británie. V přístavu Gdyně nastoupili na švédskou loď Castelholm mířící do Stockholmu a Göteborgu. Zde přestoupili na britskou loď, která je 15. května 1939 přivezla do přístavu Tilbury. Následně se ocitl v péči Svěřeneckého fondu pro uprchlíky z Československa (Czech Refugee Trust Fund), pobýval ve Whitchurch a posléze od 28. 7. 1939 v Beaconsfiled House v Birchington on Sea. Po více než půlroční nečinnosti se 28. 2. 1940 podrobil na čs. vyslanectví v Londýně odvodu do čs. armády a 8. května odjel k čs. armádě do Francie. Zde byl v čs. vojenském středisku v Agde 12. května vtělen k letecké skupině a 5. června odvelen k doplňovacímu středisku čs. letecké skupiny na letiště Merignac u Bordeaux. Do operačních akcí ovšem již nestihl zasáhnout a po porážce Francie byl evakuován 19. června s ostatními letci lodí Karanan z Bordeaux do Velké Británie (ve Falmouth přistáli 21. června). Dne 25. 7. 1940 pak vstoupil do služeb britského královského letectva RAF. Nejprve byl zařazen do britských perutí (č. 601, 504 a 32), poté sloužil v 313. československé stíhací perutě RAF. Několikrát byl jeho letoun v boji poškozen a donucen nouzově přistát, vždy však vyvázl bez zranění. Sám neměl na svém kontě samostatný sestřel, poškodil pouze jeden letoun Focke-Wulf Fw 190. Stalo se tak 27. září 1943 při eskortě bombardérů nad letištěm u Beauvais v severní Francii. František Masařík tehdy pilotoval letoun Spitfire Mk.Vb čísla EN959. Při své službě v 313. peruti byl 30. září 1944 jmenován velitelem jedné ze dvou jejich letek. Do ukončení své služby v RAF absolvoval 571 hodin a 35 minut operačních letů, což bylo nejvíc u 313. perutě. V počtu operačních hodin československých pilotů RAF se umístil na třetím místě v pomyslném žebříčku. Za svou službu během druhé světové války obdržel řadu československých a jiných vyznamenání, mj. byl pětinásobným nositelem Československého válečného kříže. Dne 1. března 1945 (je uváděno i datum 19. dubna 1947) se stal členem Řádu britského impéria MBE.

### 1945–1948 – Pilot československých aerolinií
Dne 13. srpna 1945 se vrátil se svojí jednotkou do Prahy, 23. srpna 1945 slavnostně navštívil spolu s dalším občanem Čejče pilotem RAF Františkem Vindišem svou rodnou obec. Na počátku roku 1946 byl npor. let. František Masařík velitel odloučené jednotky 3. letecké divize, která se starala o letouny na letišti Praha-Kbely, ale 1. 2. 1946 odchází z armády a je trvale demobilizován. Od dubna 1946 nastupuje jako pilot u Československých aerolinií. Na dopravních letounech Junkers Ju 52, Douglas DC-3 a cvičně i Siebel Si 204 odlétal více než 1300 hodin na pravidelných linkách po celé Evropě (poslední let 5. dubna 1948). Pod dojmem politických změn po komunistickém převratu v únoru 1948 raději podruhé emigroval a vrátil se zpět do Velké Británie. Svoji anglickou manželkou Ivy Dorieen a syna Franka poslal do Británie předem, sám odlétl z Prahy linkovým letadlem později. Pohlednice zakoupená na Ruzyňském letišti, napsaná v letadle a odeslaná z bezpečí Londýna, na které se loučí s rodiči a sourozenci, je datovaná 14. září 1948.

### 1948–1961 – Druhá služba u RAF
V Británii opět vstoupil do složek RAF. V únoru a březnu 1949 byl poslán do cvičné jednotky No.1 (P)R.F.U. (Pilot Refresher Unit) ve Finningley, aby si osvěžil znalosti létání na jednomotorových letounech. Šlo o typy Harvard Mk. II  a Spitfire XVI. První let své druhé služby v RAF má František Masařík evidován 21. 2. 1949. Pokračovací výcvik absolvoval v dubnu a květnu 1949 u jednotky No. 226 O.C.U. (Operational Conversion Unit) v Bentwaters, kdy 21. 4. 1949 zde absolvuje svůj první samostatný let proudovým letadlem, konkrétně letounem Vampire I. Následně je přidělen k bojové jednotce No. 208 působící na předním východě. Nejprve je prozkoušen  z ovládání letounu Spitfire XVIII. na základně v Nicosii na Kypru, načež se v září 1949 přesunuje do Egypta, kde působí ve vojensko-politicky nestabilním období po první arabsko-izraelské válce až do konce roku 1951 (základny RAF Fayid, Shallufa a další). Jednotka byla v prvních letech po válce vyzbrojena letouny Spitfire XVIII. a  Harvard Mk. II., od začátku roku 1951 pak její piloti ovládali proudové stroje Gloster Meteor IX. (tomu předcházel zácvik na dvoumístné verzi Meteor VII.). Od ledna 1952 nastupuje František Masařík k jednotce No. 1 O.F.U. (Overseas Ferry Unit), později transformovanou na 167. peruť RAF. Tento útvar operující na základnách v Abingdonu a Bensonu měl za úkol dopravovat nové či repasované vojenské letouny na příslušná místa určení. Často šlo velmi exotické lokality,  František Masařík tak například dodal letadla na vojenská letiště v Barmě či Malajsii. Nejčastěji šlo o různé verze proudových letadel Venom a Vampire.  Při službě u zmiňované jednotky ale létal i s celou řadu další strojů – Gloster Meteor VII. až X., Hunter 1, 5 a 6,  bombardovací Canberra T4, B2, 6, 7 a 8, či ještě letadla s pístovým motorem Hornet 3 a 4 nebo Mosquito T.3 a 34 atd.
V srpnu až říjnu roku 1956 absolvuje kurz létání s cvičným letounem Provost T1 u jednotky C.F.S. v South Cerney, aby se následně stal příslušníkem 5. MU (Maintenance Units – technické jednotky) na letišti v Kemble. U této jednotky byla zaváděna produkce proudových stíhaček do služby k RAF (zejména Hawker Hunter), kdy letouny zde dostaly operační vybavení a absolvovaly přejímací zálety. Probíhaly zde i periodické revize a modifikace starších letadel, po nichž bylo nutné vykonat zkušební let. František Masařík tak zde zalétal stovky Hunterů, Vampirů, Venomů či Canaberr všech verzí. Opět se dostal i ke strojům s klasickým vrtulovým pohonem, jako byl cvičný de Havilland Chipmunk, Vickers Varsity T1 či Percival Pembroke C.1. Jeho nepřeberné pilotní zkušenosti byly v 50. a 60. letech využity i při revizních letech tehdy již historických válečných strojů repasovaných pro letecké show či filmové natáčení. Opakovaně tak znovu zasedl do kokpitu legendární stíhačky Supermarine Spitfire, které po opravách zalétal (šlo např. o stroje Spitfire PR MK. XIX PS853, LF MK XVIE TE330 a TE331 repasované v letech 1953, 1958 a 1961).
Dne 2. ledna 1956 obdržel vyznamenání Kříže letectva AFC (Air Force Cross) za zásluhy mimo přímý boj.

### Po roce 1961 – civilní pilot
Dne 14. října 1961 končí ve věku 43 let svoji službu u RAF. Od dubna 1962 nastupuje na „letecký důchod“ k útvaru No.3. CAACU (Civilian Anti-Aircraft Co-operation Unit) se základnou v Exeteru. Jednotky CAACU fungovaly komerčně na základě smlouvy s vládou. Jejich velení si najímalo civilisty s příslušnými leteckými dovednostmi (povětšinou veterány RAF) a ti plnili zadání RAF, armády či námořnictva. Úkolem pilotů CAACU bylo zejména tažení terčů pro nácvik protileteckých zbraňových systémů či testování a kalibrace přístrojů. Výcvikovými letadly byly u No.3. CAACU v 60. letech 20. století zejména dvoumístné Vampire T11 a Meteor TT.20. Kromě letů s taženým terčem nad pozemními jednotkami byli piloti využívání na lety k válečným lodím Britského královského námořnictva, kde si osádky křižníků, torpédoborců a další plavidel trénovaly identifikaci a palbu na letecké cíle. Ve svých denících má František Masařík zaznamenány lety k H.M.S. Diana, Whitby, Cavalier, Berwick, Ulster, Tiger a mnohé další. U jednotky CAACU létal až do roku 1971, kdy odchází ve věku 53 let na definitivní odpočinek. Poslední let má v leteckém deníku zapsaný 15. prosince 1971 letounem Vampire T11 nad Larkhill. Podle vzpomínek jeho syna se nemohl ani poté od světa letadel odtrhnut, proto dále pracoval jako civilní zaměstnanec v pobočce firmy Westland Helicopters, která sídlila v jeho bydlišti, městě Weston-super-Mare.
Ačkoliv se svými českými sourozenci několikrát v zahraničí setkal, do své původní vlasti se již nikdy nevrátil. Nevěřil socialistickému zřízení, které jej jako emigranta v nepřítomnosti odsoudilo. Zemřel 4. února 1988 v Anglii a je zde také pohřben. V roce 1991 byl v Československu rehabilitován a povýšen in memoriam do hodnosti plukovníka v.v. Dne 29. srpna 1992 byla Františkovi Masaříkovi a již zmiňovanému Františku Vindišovi odhalena pamětní deska na budově základní školy v rodné Čejči.

## Hodnosti a služba u RAF
- Česká finální hodnost: plk. (plukovník)
- RAF finální hodnost: F/Lt (Flight Lieutenant – kapitán)
- Služební číslo RAF: 787670 (120196 – opětovný nástupu do RAF po roce 1948)

### Hodnosti u RAF 1940–1945
- 25. 7. 1940 přijat k RAF jako AC2 (Aircraftman No 2 Class) – vojín
- 18. 9. 1940 povýšen na Sgt./Pil. (Sergeant/Pilot – četař)
- 8. 4. 1942 jmenován P/O (Pilot Officer – poručík)
- 8. 10. 1942 povýšen na F/O (Flying Officer – nadporučík)
- 8. 4. 1944 povýšen na F/Lt (Flight Lieutenant – kapitán)

### Služba u RAF 1940–1945 – jednotky a letouny
- výcviková operační jednotka RAF č. 12. OTU, Benson (30. 9. – 10. 10. 1940), 14 výcvikových letů, letouny Avro 621 Tutor, Fairey Battle
- výcviková operační jednotka RAF č. 56. OTU, Sutton Bridge, (19. 10. – 25. 11. 1940), 23 výcvikových letů, letouny Harvard Mk.II/North American T-6 Texan a Hawker Hurricane
- stíhací peruť RAF č. 601 (26. 11. 1940 – 17. 12. 1940), 11 operačních a ostatních letů, letoun Hawker Hurricane
- stíhací peruť RAF č. 504 (17. 12. 1940 – 11. 1. 1941), 13 operačních a ostatních letů, letoun Hawker Hurricane
- stíhací peruť RAF č. 32 (11. 1. 1941 – 16. 3. 1942), 330 operačních a ostatních letů, letouny Hawker Hurricane (od března 1941 typ II) a Miles Magister (služební lety k jiným jednotkám)
- výcviková operační jednotka RAF č. 57. OTU, Hawarden (23. 3. 1942 – 11. 9 1942), 162 letů, výcvik na letounu Supermarine Spitfire (verze I), působí zde též jako instruktor na letounu Miles Master
- stíhací peruť RAF č. 313 (16. 9. 1942 – 13. 8. 1945 /s přestávkou 2. 1. 1944 – 30. 4. 1944/), 625 operačních a ostatních letů (posledních 5 letů již na území Československa), letouny Supermarine Spitfire (verze V, od 3. 5. 1944 verze IX, v letovém deníku je evidován i ojedinělý let verzí VII a palubním letounem Supermarine Seafire), dále de Havilland Tiger Moth, Miles Magister, Miles Master a British Taylorcraft Auster (služební lety k jiným jednotkám)
- peruť RAF č. 286, která se specializovala na střelecký výcvik letectva a protiletadlového dělostřelectva (2. 1. 1944 – 24. 4. 1944), 67 letů, letouny Airspeed Oxford a Hawker Hurricane,
- jednotka č. 84 GSV, Aston Down, (25. 4. 1944 – 30. 4. 1944), 8 letů, letouny Hawker Hurricane a Supermarine Spitfire (seznámení s verzí IX)

### Letové hodiny
- výcvik a služba v čs. armádě 1936–1939 – 220 hodin
- výcvik a služba v RAF 1940–1945 – 1251,30 hodin
- pilot ČSA 1946–1948 – 1311,25 hodin
- poválečná služba v RAF a CAACU1949–1971 – 5232,10 hodin

Za svou kariéru vojenského i civilního pilota nalétal od roku 1936 do roku 1971 František Masařík celkem 8015,05 hodin